# Wilhelm Stemrich
Wilhelm Stemrich (* 18. März 1852 in Münster; † 19. November 1911 in Berlin) war deutscher Jurist, Diplomat und Gesandter.

## Beruflicher Werdegang
Seine Schulausbildung beendete Wilhelm Stemrich im März 1871, als er am Gymnasium von Detmold das Abitur ablegte. Unmittelbar danach begann er ein Studium der Rechtswissenschaften an den Universitäten in Berlin, Heidelberg und Straßburg. Das pflichtgemäße Referendarexamen bestand er im September 1874 und meldete sich noch im gleichen Jahr als Einjährig-Freiwilliger. Ergänzend dazu begann seine zeitlich immer wieder unterbrochene Beschäftigung beim preußischen Justizdienst. Nach Ableistung des Militärdienstes im Herbst 1875 unternahm Stemrich eine einjährige Studienreise nach Italien. Mit seiner Rückkehr 1876 begann er als Rechtsanwalt in Wiesbaden zu arbeiten. Das Assessorexamen bestand er im November 1881.

## Dienst im Auswärtigen Amt
Zwei Jahre später erhielt Wilhelm Stemrich eine Einberufung in den Auswärtigen Dienst. Das war der Beginn seiner konsularischen Berufslaufbahn. Nach zwei Jahren Beschäftigung als Hilfsexpedient in der Abteilung II (Handelspolitik und Recht) erhielt er eine Versetzung an das Generalkonsulat nach London. Zu diesem ersten Auslandseinsatz trat er im Mai 1885 seinen Dienst an. Nach einer neunmonatigen Einarbeitungszeit wurde Stemrich dann im Londoner Hafen als Vizekonsul eingesetzt. Ein Jahr später wechselte er an das Generalkonsulat nach Antwerpen. Dort hatte er die Aufgabe, das frühere Wirtschaftskonsulat in ein Generalkonsulat umzuwandeln. Hier hatte sich ein deutlicher Drehpunkt internationaler Handelstätigkeit entwickelt, der auch auf die deutschen Häfen ausstrahlen sollte. Der entsprechende Ausbau dazu erfolgte vor allem an den Nordseehäfen. Er selbst übernahm dann im Sommer 1887 die Geschäfte am Generalkonsulat. Nach relativ kurzer Verweildauer kehrte er im November nach Berlin zurück und wurde in der Zentrale beim Referat Kolonialangelegenheiten verwendet. Dabei bestand der Wunsch des Nordischen Bundes eine noch viel größere Präsenz mit eigenen Besitzungen in Übersee zu erreichen. In diesem Arbeitsbereich erhielt er zum Jahresende 1887 den Charakter eines Legationsrates. Mehrfach kehrte er zwischendurch zur kommissarischen Beschäftigung ins Auswärtige Amt, vor allem zur Abteilung III (Recht) zurück. Nach etwa zwei Jahren wurde dieses Referat in die Abt. IV. (Kolonien) umgewandelt.
Doch Wilhelm Stemrich führte der Weg, dieses Mal als Konsul, nach Antwerpen zurück. Im Sommer 1890 übernahm er hier die Geschäfte, die er zehn Monate führte. Dann wechselte er nach Mailand und verblieb dort bis Sommer 1895. Zwischendurch wurde er zur kommissarischen Beschäftigung in die Abteilung II (Handelspolitik) bestellt. Sein nächster Auslandseinsatz schloss sich im Sommer 1895 an, der ihn als Generalkonsul nach Konstantinopel führte. Dieser Aufenthalt wurde ebenfalls zeitlich immer wieder mit kommissarischen Beschäftigungen, so als Teilnehmer der Vertragsverhandlungen mit Rumänien und andere unterbrochen. Ende 1902 erhielt er den Charakter als Geheimer Legationsrat. Erst im Sommer 1906 wurde er in Konstantinopel abgelöst.

## Einsatz in Ostasien
Vom Osmanischen Reich wechselte Wilhelm Stemrich als Gesandter nach Teheran. Dort übernahm er die Nachfolge von Arthur Alexander Kaspar von Rex, der nach Tokyo beordert wurde. Ab Oktober 1906 hatte er im Iran die Geschäfte für länger als ein Jahr inne. Ende 1907 erhielt er einen Rückruf nach Berlin, um hier als Unterstaatssekretär und mit dem Charakter eines Wirklichen geheimen Legationsrat in der Wilhelmstraße eingesetzt zu werden. Sein Nachfolger im Iran wurde ab Januar 1908 Albert von Quadt zu Wykradt und Isny.

## Wieder in Berlin
Zugleich war Wilhelm Stemrich in dieser Position Vorsitzender der Prüfungskommission zur Abnahme der diplomatischen Examina, die in unregelmäßigen Abständen im Haus für nachrückende Attachés durchgeführt wurden. Von Dezember 1907 an rückte er dazu noch als Stellvertretender preußischer Bevollmächtigter beim Bundesrat auf. 

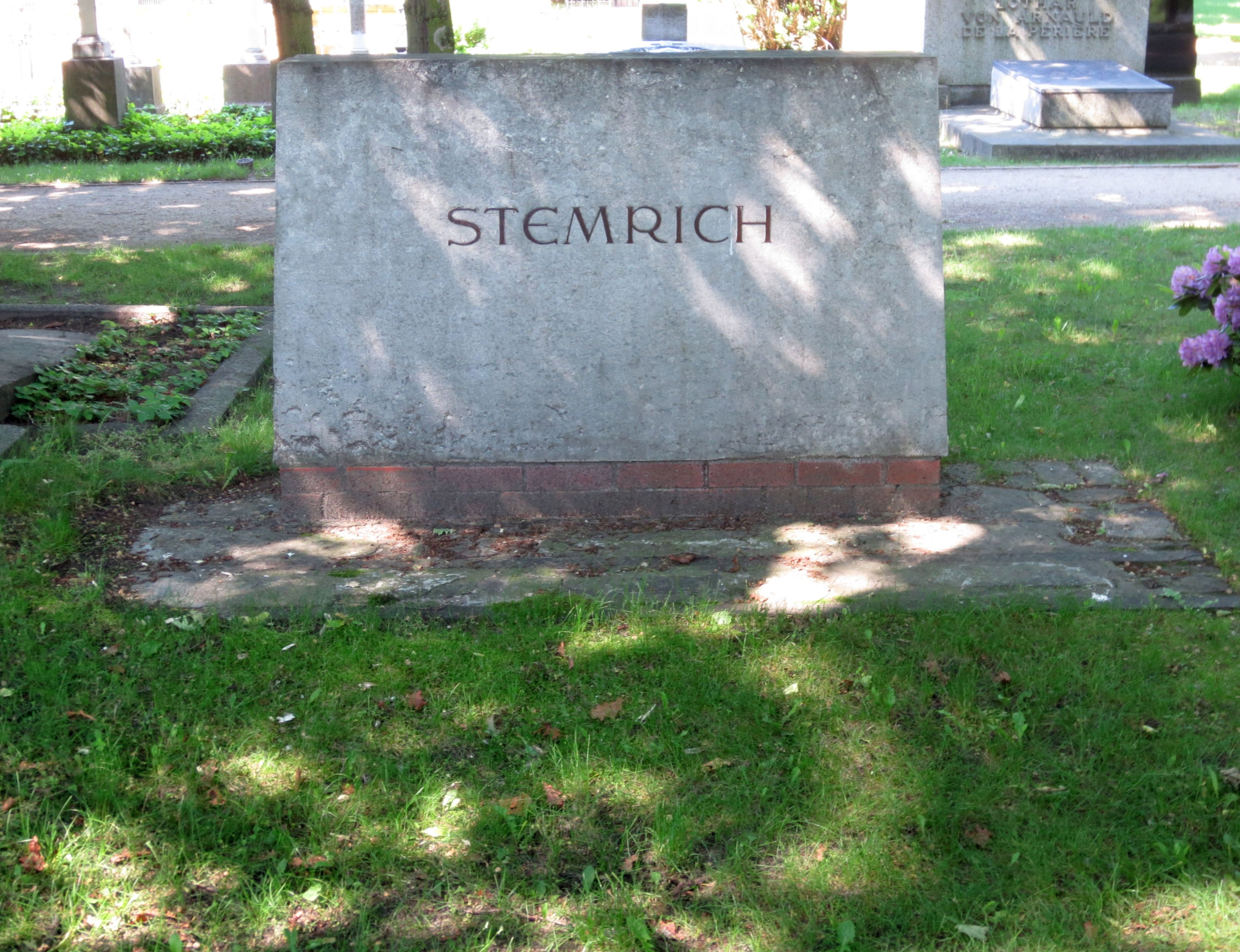
Grab von Wilhelm Stemrich auf dem Invalidenfriedhof in Berlin

In der Amtszeit vom Stemrich bahnte sich im Oktober 1908 die „Daily-Telegraph-Affäre“ an, die sich zu einem Staatsskandal im Deutschen Kaiserreich ausweitete. Der von Stemrich im Auswärtigen Amt zu diesem Zeitpunkt geführte Arbeitsbereich trug nicht unwesentlich dazu bei. Der Ausgangspunkt war die Veröffentlichung eines Gesprächs des britischen Obersten Edward Montagu-Stuard mit Kaiser Wilhelm II. Die dabei von ihm in Erfahrung gebrachten Informationen hatte der Oberst in die Form eines Interviews gefasst, das es aber niemals gegeben hatte. Den Entwurf des Textes gab er an den „The Daily Telegraph“ weiter. Diese sendeten das Manuskript gewohnheitsgemäß zur Bestätigung an das Reichskanzleramt. Da aber sowohl der Reichskanzler Bernhard von Bülow als auch sein Pressechef Otto Hammann im Urlaub waren, landete das Papier auf dem Schreibtisch eines Mitarbeiters im Zuständigkeitsbereich von Strempe. Ohne sich über die möglichen Konsequenzen im Klaren zu sein, wurde dort das Dokument autorisiert und kam somit zur Veröffentlichung. Sowohl international als auch in Deutschland selbst löste der darin enthaltene Wortlaut große Empörung aus, die bis zur Forderung nach Abdanken des Kaisers reichten. Die Schuld nahm Reichskanzler von Bülow auf sich und bot seinen Rücktritt an, der aber vom Kaiser nicht angenommen wurde. Der eigentliche Konflikt jedoch wurde damit nicht aus dem Weg geräumt, machte aber der deutschen Öffentlichkeit auf lange Sicht deutlich, in welcher total unbefriedigenden verfassungsmäßigen Situation sich das deutsche Staatssystem befand. Verstärkend kamen nun noch die darin eingebetteten zweifelhaften und zum Teil selbstherrlichen Entscheidungen des Kaisers in politischen Situationen, die er meinte treffen zu müssen.
Im Mai 1911 erfolgte Wilhelm Stemrichs Versetzung in den einstweiligen Ruhestand. Dabei erhielt er den Charakter als Wirklich geheimer Legationsrat mit dem Prädikat „Exzellenz“. Fünf Monate später verstarb er in Berlin.

## Familie
Wilhelms Eltern waren der Rechtsanwalt und Justizkommissar Heinrich Stemrich (1805–1963) sowie dessen Ehefrau Pauline, geborene Schmieding (1813–1871). Er selbst heiratete 1877 die Kaufmannstochter Diederike Longerich.